# GPTV
GPTV was een commercieel televisiestation oorspronkelijk gevestigd in Harlingen en later in Leeuwarden. De afkorting staat voor Gerstel Producties Televisie. De eerste uitzending was in 1996. GPTV was een familiebedrijf.

## Ontvangstgebied
De zender was oorspronkelijk te ontvangen in de gemeenten Harlingen, Franekeradeel en het Bildt. Later kwamen daar ook de gemeenten Wonseradeel, Bolsward, Nijefurd, Gaasterland-Sloten, Wymbritseradeel, Lemsterland, Skarsterlân, Heerenveen, Sneek, Boornsterhem, Littenseradeel, Menaldumadeel, Leeuwarden, Leeuwarderadeel, Ferwerderadeel, Tietjerksteradeel, Smallingerland en Achtkarspelen bij.
In mei 2009 werden drie gemeenten aan dit gebied toegevoegd: Ooststellingwerf, Weststellingwerf en Opsterland, waarmee de zender op een totaal van 212.000 kabelaansluitingen kwam.
Sinds mei 2010 was GPTV tevens digitaal te ontvangen via UPC, dat begin 2015 samen ging met zusterbedrijf Ziggo. 
GPTV stopte eind april 2017 met uitzenden. Voor het bedrijf was het maken van programma´s niet meer rendabel.